# Gennadota canadensis
Gennadota canadensis är en skalbaggsart som beskrevs av Thomas Casey 1906. Gennadota canadensis ingår i släktet Gennadota och familjen kortvingar. Inga underarter finns listade i Catalogue of Life.